# Omar Jasseh
Omar Jasseh (auch in der Schreibweise Omar Jessey; * 1. November 1992 in Banjul) ist ein gambischer Fußballspieler.

## Karriere

### Verein
Omar Jasseh begann mit zwölf Jahren in seiner Heimat Gambia mit dem Fußballspielen. Dort spielte er unter anderem für den Maccassa FC und den Samger FC. 2006 kam er nach England, wo er drei verschiedene Jugendakademien in drei Jahren durchlief. Zuerst spielte er für Charlton Athletic, 2007 ging es zum FC Chelsea und 2008 trainierte er bei Crystal Palace. 2009 wanderte er in die USA aus, doch kam zum Toronto FC nach Kanada, wo er 2009 mittrainierte. Am 14. April 2010 unterzeichnete er mit siebzehn Jahren bei den San José Earthquakes, einem Team aus der Major League Soccer, seinen ersten Profivertrag. Damit wurde er der jüngste Spieler, der jeweils bei den Earthquakes unter Vertrag stand. Zehn Tage später bestritt er bei der 2:3-Niederlage gegen den CD Chivas USA sein Ligadebüt, als er in der 62. Minute für Joey Gjertsen eingewechselt wurde. Allerdings bekam Jasseh dort nur fünf Einsatzchancen in der Liga und daher wurde im Juli 2011 der Vertrag nach beiderseitigem Einvernehmen aufgelöst. 2012 wechselte er zu Mjölby Södra IF. Im Februar 2013 absolvierte er ein Probetraining bei Werder Bremen. Hier trainierte er sechs Wochen lang mit und man bot ihm einen Vertrag an, doch der damalige Trainer Thomas Schaaf wurde entlassen und der Transfer zerschlug sich. 2014 war er für kurze Zeit beim finnischen Drittligisten AC Kajaani unter Vertrag. Im Frühjahr 2016 absolvierte Omar einige Testwochen beim Krefelder Oberligisten KFC Uerdingen 05 und erzielte in einem Testspiel zwei Tore in einer Halbzeit. Für die neue Saison 2016/17 wurde er fest verpflichtet. Jedoch kam Jasseh, der zwischenzeitlich einige Schwierigkeiten mit der Einreise hatte, nie zu einem Ligaeinsatz. Im Januar 2017 zeigte auch die TSG Sprockhövel Interesse an ihm, jedoch wurde auch aus dieser Verpflichtung nichts. Diese wurde dann zwei Jahre später nach langer Vereinslosigkeit doch vollzogen und Jasseh stand sechs Monate bei den Westfalen unter Vertrag. Anschließend spielte er für den FC Iserlohn, RSV Meinerzhagen und ab der Saison 2021/22 war Jasseh für den YEG Hassel in der sechstklassigen Westfalenliga aktiv. Nach guten Leitungen mit 16 Treffern in 32 Ligaspielen wechselte er ein Jahr später weiter zum Regionalliga-Aufsteiger SG Wattenscheid 09, wo er ein Jahr verblieb.

### Nationalmannschaft
Jasseh absolvierte im Rahmen der U-20-Fußball-Afrikameisterschaft 2011-Qualifikation vier Länderspiele, zwei gegen Sierra Leone und zwei gegen die Elfenbeinküste für die gambische U-20-Nationalmannschaft. Das Team konnte sich jedoch nicht für das Turnier qualifizieren und schied in der letzten Qualifikationsrunde aus.